# Чан'е-1
«Чан'е-1» (кит.: 嫦娥三号; піньїнь: Cháng'é Sānhào; англ. Chang'e 1) — перша китайська автоматична міжпланетна станція, яку запустити на орбіту Місяця у рамках першого етапу Китайської програми дослідження Місяця. Цей апарат досліджував Місяць з орбіти протягом року й чотирьох місяців, після чого впав на нього. Виконав кілька завдань, у тому числі створення тривимірної карти усієї місячної поверхні для майбутніх м'яких посадок автоматичних міжпланетних станцій та місяцеходів. Зонд також склав карту кількості та розподілу різних хімічних елементів на поверхні Місяця в рамках оцінки потенційно корисних ресурсів.
Наступною станцією, яка була відправлена до Місяця стала «Чан'е-2».

## Технічні характеристики
Супутник «Чан'е-1» мав масу 2350 кг та корисне навантаження 140 кілограмів. Супутник мав розміри 2,22 м x 1,72 м x 2,2 м.

### Платформа
Супутник створений на платормі DFH-3 та складається з наступних елементів: рухової установки, службового модуля, модуля зв'язку, антени і сонячних крил. Він має 7 підсистем, у тому числі підсистема теплового контролю (англ. Thermal Control Subsystem, TCS), управління навігацією та керуванням (англ. Guidance Navigation and Control, GNC), також згадується як підсистема керування орбітою (англ. Attitude and Orbit Control Subsystem, AOCS), підсистема електроживлення (англ. Electric Power Supply, EPS), підсистема телекомандування, телеметрії та стеження (англ. Telecommand, Telemetry and Tracking, TT&C), підсистема рухової установки (англ. Propulsion Subsystem), підсистема конструкції та зв'язку (англ. Structure and Communications Subsystem).

## Обладнання

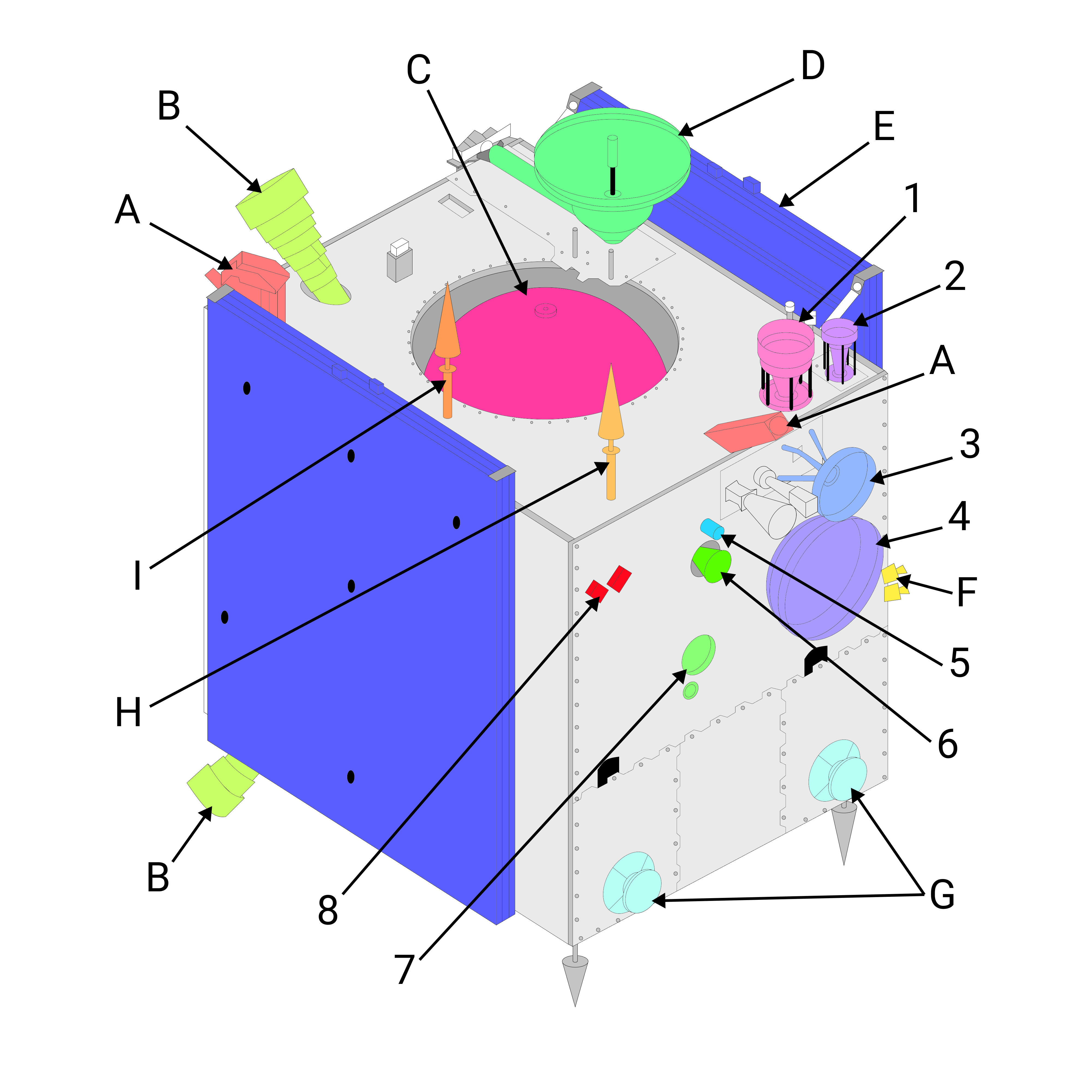
Схема зонда «Чан'е-1» у конфігурації запуску: A — Датчик сонця (GNC); B — Зоряний датчик (GNC); C — Паливний бак; D — Антена з високим коефіцієнтом посилення; E — Сонячні панелі; F — Двигуни позиціонування; G — Датчики ультрафіолетового випромінювання; H — Антена з низьким коефіцієнтом посилення передачі; I — Прийомна антена з низьким коефіцієнтом посилення; 1 — Низькочастотна калібрувальна антена (CELMS); 2 — Високочастотна калібрувальна антена (CELMS); 3 — Високочастотна оглядова антена (CELMS); 4 — Низькочастотна оглядова антена (CELMS); 5 — Стереокамера; 6 — Спектрометр зображення (IIM); 7 — Лазерний висотомір (LAM); 8 — Рентгенівський спектрометр (XRS)

До складу супутника входили такі інструменти:
- Стереокамера із приладом з зарядовим зв'язком (ПЗЗ) (англ. Charge-coupled device, CCD) — має оптичну роздільну здатність 120 м та спектрометр, який працює на довжинах хвиль від 0,48 до 0,96 мкм. Завданням камери є створення стереозображення. Спектрометр являє собою трилінійний прилад, який спостерігає за цільовою зоною під трьома різними кутами огляду (спереду, надир і ззаду), що дозволило отримати дані DEM (англ. Digital Elevation Model) і дані ортофотознімків глобальної поверхні Місяця[6].
- Місячний мікрохвильовий ехолот (англ. Change'e-1 Lunar Microwave Sounder, CELMS) — також відомий як мікрохвильовий місячний радіометр (англ. Microwave Radiometer, Moon, MRM), є основним науковим інструментом місії, чотирьохчастотним мікрохвильовим радіометром на 3 ГГц, 7,8 ГГц, 19,3 ГГц і 37 ГГц. Призначенням цього ехолота є моніторинг глибини проникнення частот у місячний реголіт[7].
- Лазерний висотомір (англ. Laser Altimeter Moon, LAM) — призначений для вимірювання відстані між супутником і точкою Надира місячної поверхні. Прилад складається з лазерного передавача і лазерного приймача[8].
- Спектрометр зображення (англ. Imaging Interferometer Spectrometer, IIM) — метою спектрометра зображення є отримання мультиспектральних зображень місячної поверхні. Властивості відбиття місяця (видимого ближнього інфрачервоного діапазону) залежать від мінералогії, хімії мінералів і фізичного стану місячного реголіту. За допомогою зображень можна визначити розподіл основних типів мінералів і гірських порід[9].
- Гамма-спектрометр (англ. Gamma-Ray Spectrometer, GRS) — метою гамма-спектрометра є спостереження за кількістю хімічних елементів на поверхні Місяця[10].
- Рентгенівський спектрометр (англ. X-Ray Spectrometer, XRS) — призначений для виявлення флуоресцентного рентгенівського випромінювання поверхні Місяця та визначення розподілу трьох основних породоутворюючих елементів: магній (Mg), алюміній (Al) та кремній (Si) на Місяці. Коли сонячні рентгенівські або космічні промені бомбардують місячну поверхню, деякі елементи випромінюють флуоресцентне рентгенівське випромінювання. Види цих елементів можна ідентифікувати за допомогою характерних ліній, а кількість можна визначити за інтенсивністю випромінюваного рентгенівського випромінювання[11].
- Детектор частинок високої енергії (англ. High-energy Particle Detector, HPD) — призначений для спостереження за важкими іонами та протонами в просторі навколо Місяця[12].
- Детектор іонів сонячного вітру (англ. Solar Wind Ion Detector, SWID) — два детектори призначені для аналізу іонів з низькою енергією в одному просторі з детектором частинок високої енергії (англ. High-Energy Particle Detector, HPD). Два детектори розташовані вертикально один до одного. Іонний детектор сонячного вітру складається з коліматора, аналізатора іонів і підсилювача мікропанельної пластини (англ. Microchannel Plate Detector)[13].

## Наукові цілі
Перед місією «Чан'е-1» ставилися такі цілі:
- Створення тривимірної карти місячної поверхні;
- Аналізування розподілу корисних елементів і матеріалів, типу титана та заліза, під поверхнею Місяця;
- Дослідження особливостей місячного ґрунту;
- Дослідження космічного середовища між Місяцем і Землею та над поверхнею Місяця.

## Хід місії
Спочатку запуск був запланований на квітень 2007 року, але були прийнято рішення про його відкладення до жовтня, оскільки це був «кращий час для відправлення супутника на орбіту Місяця». У серпні 2007 року Китай оголосив про готовність до запуску місячного супутника. «Чан'е-1» запустили ракетою-носієм «Великий похід 3А» о 13:05 за Київським часом, 24 жовтня 2007 року з центру запуску супутників «Січан», що у провінції Сичуань. З вдалим запуском Китай привітав директор Державного космічного агентства України, Юрій Алексєєв, та висловив сподівання на розширення космічної співпраці між Україною та Китаєм.
Після запуску «Чан'е-1» зробив три оберти навколо Землі, доки 31 жовтня 2007 року, після останнього гравітаційного маневру він взяв курс до Місяця. Вихід на орбіту Місяця відбувся 5 листопада 2007 року. Щоб відзначити цю подію, зонд передав 30 класичних китайських пісень і музичних творів, у тому числі «Моя Батьківщина», «Пісня про річку Янцзи» і «Високі гори і текуча вода».
Зонд дистанційно керувався зі станцій у Ціндао та Кашгарі, що стало першим використанням китайської мережі далекого космосу.
Перші фотографії Місяця були передані 26 листопада 2007 року. Прем'єр-міністр Китаю Вень Цзябао публічно представив перший знімок на церемонії у Пекіні наступного дня.
1 березня 2009 року, об 11:13 за Київським часом, «Чан'е-1» впав на поверхню Місяця, завершивши свою місію. За даними Державного управління науки, технологій і промисловості національної оборони Китаю, це був сплановане і контрольоване падіння. Під час своєї орбітальної місії зонд передав 1.37 Тб інформації, що дозволило вперше створити повну об'ємну карту Місяця.

## Досягнення
- Супутник створив точну тривимірну карту місячної поверхні з високою роздільною здатністю[29];
- Апарат провів перше в світі пасивне, багатоканальне, мікрохвильове дистанційне зондування Місяця[4].